# Ons Gebouw (Harfsen)
Ons Gebouw is een protestantse kerk in de Nederlandse plaats Harfsen. De kerk is in 1951 geopend ter vervanging van een kleinere kerk. Buiten de kerk staat een vrijstaande klokkenstoel. De parochie werd in 1961 onafhankelijk van de Dorpskerk Almen.
In de kerk is een orgel aanwezig van de firma Van Vulpen, dat in 1955 geplaatst is.